# 青春シンデレラ
『青春シンデレラ』（せいしゅんシンデレラ）は、夕のぞむによる漫画作品。集英社が運営する電子漫画アプリ「マンガMee」にて、2019年11月14日から2020年9月3日まで連載された。同サイトにて7000万PV（2022年10月時点）を記録している。
ビューティーアドバイザーとなった27歳の女性・萩野紫苑が10年前にタイムスリップし、17歳の高校生として、トラウマとなっている最低な初恋に決着をつけるタイムスリップ・ラブストーリーを描く。
朝日放送テレビの「ドラマ+」枠でテレビドラマ化され、2022年10月17日から12月26日まで放送された（後述）。

## あらすじ
萩野紫苑はデパートでビューティーアドバイザーとして勤務している27歳の女性。洗練された外見と確かなスキルを持ち、仕事中心の充実した日々を送っているが、恋愛には踏み切れず、今も彼氏はいない。
17歳の高校時代に初恋の相手・長谷川颯真に勇気を振り絞って告白したのに「告白するなら、外見くらいなんとかしろよ」と酷い振り方をされたことを今でも引きずっている。
そんなある日、親友の美月から強引に誘われ参加した合コンで、ある男性が女性の容姿や服装に対する無遠慮な発言をしたことがきっかけで、過去のトラウマが再燃してしまう。そして、手元にあった長谷川、美月と一緒に写した写真を思わず破り捨てた瞬間、高校時代のその写真を写そうとする時点に、紫苑は外見は17歳で中身は27歳のままタイムスリップする。
紫苑は17歳の時の冴えない容姿に戻ってしまうが、知識や経験はそのままで、本業のメイク技術を活かして大人びた綺麗な女性に変身する。そして因縁の初恋相手・長谷川とは、まだ告白してない状況での再会となり、割り切れない思いを抱えながらも2度目の高校生活がスタートする。

## 登場人物

### 主要人物
萩野紫苑（はぎの しおん）
27歳。デパートのコスメカウンターでビューティーアドバイザーとして勤務。
17歳の高校時代に、長谷川から外見のことで酷い振られ方をしたことをバネに洗練された容姿と卓越した美容スキルを身に付ける。
ある日、外見は17歳で中身は27歳のまま高校時代にタイムスリップ、美容スキルを活かし大人びた綺麗な姿となって現れる。
長谷川とも再会するが「別に変わってない」「もともと可愛い方だろ」と言われ、トラウマとともに引きずり続ける初恋が再燃する。
タイプスリップも最初は夢と思い込んでおり、夢から覚めたい一心で橋から川に飛び込もうとして、驚いた長谷川に助けられている。
長谷川颯真（はせがわ そうま）
17歳。高校3年生で紫苑や美月と同じクラス。紫苑の初恋の相手。紫苑から告白を受けるが、酷い振り方をしている。
タイムスリップ後の綺麗な容姿の紫苑を最初に見た時、本人と気付かなかった美月に「本人じゃん」とさらっと言う。
興味のない相手と押しに負けて交際し、逆に傷つけた経験があり、それ以来交際する気のない相手には突き放す言葉で断っている。
紫苑の時は、美月が長谷川を好きではない紫苑と自分の仲を無理に取り持とうとしてると誤解し、紫苑の告白に辛く当たってしまった。
美月（みつき）
紫苑の高校時代からの親友。27歳。入籍済で妊娠中のお腹が目立つ前にと結婚式を急いでいる。
可愛らしい容姿で明るい性格のため、誰からも好かれる人気者。だが、彼氏とはあまり長続きせず相手がよく変わる。
長谷川のことも気にはしているが、それ以上に紫苑を世界で一番大好きとまで言うほど思っており、紫苑の恋を後押ししている。
伊藤香（いとう かおる）
紫苑のタイムスリップ時に高校1年生。美月の幼なじみで合コンにも姿を見せており、紫苑のタイムスリップに関わっている。
美月から紫苑の告白が上手くいくおまじないを頼まれるが､逆に紫苑の告白が失敗する「呪い」を写真にかけてしまう。
この写真を破る行為がタイムスリップの引き金となる。後日、美月が紫苑の告白を成功させようとタイムスリップ後の紫苑が持っていた写真を破った時には、美月・紫苑・長谷川の3人が写真を写す時点に再度タイプスリップしている。

### 紫苑のクラスメイト
高校時代は紫苑とは接点がなく、タイムスリップ後の紫苑と初めて関わりを持つ。
佐原（さはら）
長谷川の親しい友人。美月とも親しく密かに思いを寄せている。
海野（うみの）
チャラ男3人組の1人。紫苑に何度も話しかけるが、なかなか名前を覚えてもらえない。
橘かず実（たちばな かずみ）
ギャル。修学旅行中、気になる男子に告白したいからと紫苑にメイクを頼みに来る。それ以来、名前呼びするほど親しくなる。
後で嬉しそうに紫苑に告白成功の報告に来る。ただし、第1候補の山中は見つからず、たまたま会った第2候補・川内に告白している。
佐倉（さくら）
かず実の友人。よくかず実と一緒におり、自由奔放なかず実のツッコミ役となっている。いつの間にか紫苑とも親しくなっている。

### その他
たくちゃん
美月の彼氏。カフェにいる美月と紫苑を見かけて、2人のテーブルに居座り、美月に「気のきかないダメ女」などとモラハラ発言をする。
あげくに美月に手を上げようとしたため、紫苑にコップの水を思い切りかけられ、そのまま美月に別れを言い渡されている。

## 書誌情報
- 夕のぞむ 『青春シンデレラ』 集英社〈マーガレットコミックス〉、全4巻
  1. 2020年4月24日発売[6]、ISBN 978-4-08-844343-0
  2. 2020年6月25日発売[7]、ISBN 978-4-08-844390-4
  3. 2020年8月25日発売[8]、ISBN 978-4-08-844394-2
  4. 2020年12月24日発売[9]、ISBN 978-4-08-844413-0

## テレビドラマ
2022年10月17日（16日深夜）から12月26日（25日深夜）まで朝日放送テレビの「ドラマ+」枠で放送された。主演は久間田琳加。

### キャスト

#### 主要人物
萩野紫苑（はぎの しおん）〈29→17→29〉
演 - 久間田琳加
ビューティーコンサルタント。高校時代のみじめな失恋をバネに洗練された外見と確かなスキルを身に付ける。
高校時代にタイムスリップし、中身は29歳のまま外見は17歳となり、初恋相手の長谷川と再会、2度目の高校生活を送る。
長谷川颯真（はせがわ そうま）〈17→29〉
演 - 本田響矢
紫苑の初恋の相手。必死に告白した紫苑に「告白するなら、外見くらいなんとかしろよ」と手ひどく振っている。
イケメンでクール。女子とはあまり話さないが、中学からの同級生・美月とだけは普通に話すことができる。
秋山美月（あきやま みつき）〈29→17→29〉
演 - 水谷果穂
紫苑の親友。明るい性格のため、誰からも好かれる人気者で、彼氏が途切れたことがない。
紫苑のことを誰よりも大切に思っているが、長谷川のことも気になっている。
伊藤香（いとう かおる）〈29→17→29〉
演 - 箭内夢菜
美月の友人。占いや超常現象が好きで詳しい。紫苑のタイムスリップに関わっている謎の女性。

#### 紫苑のクラスメイト
「明青学院高等学校」でのクラスメイト。
佐原正紘（さはら まさひろ）〈17→29〉
演 - 若林時英
長谷川とは部活も同じで親しく、一緒にいることが多い。
海野雄二（うみの ゆうじ）〈17〉
演 - 島村龍乃介
外見はチャラ男だが、根は真面目で正直者。紫苑に何かとちょっかいをかける。
橘かず実（たちばな かずみ）〈17〉
演 - 岬あかり
自由奔放で元気なギャル。ファッションやメイクに興味があり、紫苑のメイクが気になっている。
林間学校で告白したい男子がいるからと紫苑にメイクを頼みに来てから紫苑と親しくなる。
増本翔
演 - 春本ヒロ
高校時代に教室の掃除を紫苑に押しつけようとして長谷川から注意される。
この時、長谷川に優しく庇われたことが紫苑の初恋のきっかけとなる。
杉村洋平
演 - 葉山侑樹
鍋島浩太
演 - 溝口雄大
佐倉舞美
演 - 小川涼
鳥越あゆみ
演 - 宮内杏璃
河合京子
演 - 那須愛理佳
小森奈緒
演 - 永井彩加
崎本千裕
演 - 上馬場瞳
芹那
演 - 佐藤日向子
綺麗に変身した紫苑に真っ先に駆け寄る。
役名不詳
演 - 美波、吉開湧気、南龍和、倉田萌衣、安本丞

#### 紫苑の家族
紫苑の父
演 - 西原誠吾
紫苑の母
演 - 浅野千鶴

#### ゲスト

##### 第1話
佐伯
演 - 小笠原海（超特急）
紫苑が参加する合コンの相手。紫苑のトラウマ再燃とタイムスリップのきっかけとなる。
真島
演 - 齊藤友暁
合コンの相手。佐伯との会話が紫苑のトラウマを再燃させる。
合コン参加者
演 - 大網康介、有本大貴、広瀬ちひろ
紫苑のお客さん
演 - 月足天音（FRUITS ZIPPER）
紫苑のコスメカウンターでタッチアップを受ける。
紫苑の同僚
演 - 賀村恵都、サラ･コールディ

##### 第2話
真緒
演 - 齊藤なぎさ（=LOVE）
紫苑の同級生。恋に一途。長谷川に告白するが、厚化粧などと酷いことを言われて断られ、長谷川をひっぱたいている。
その場を偶然立ち聞きした紫苑が長谷川に注意し、真緒に優しくメイクなどのフォローをしている。
谷口
演 - 西尾友樹（第5話、第8話）
紫苑たちの学校の数学教師。宿題を白紙で提出した美月に「お前みたいな奴が世界をダメにするんだ」と罵る。
だが、それを聞いた紫苑から「世界をダメにするのは先生が言った言葉の方」だと言い返される。
カフェの店員
演 - 小橋川建
「Beans Garage Coffee」の店員。外見が高校生ということを忘れ、生ビールを注文した紫苑に困惑する。
香の祖母
演 - 木滝りま
占い喫茶「ワルツ」の店主をしている。香と美月が来店し、タイムスリップなどの話をしている。

##### 第3話
たくちゃん
演 - 小越勇輝
美月の年上彼氏。いけすかない最低男で美月を傷つけようとするが、結果的に紫苑と美月の仲を深めるきっかけとなる。
引率教員
演 - ふじわらみほ（第4話）
林間学校の引率教員。

##### 第5話
木本
演 - 安宅波颯
美月の中学時代のクラスメイト。3人で美月をカラオケに誘った後、美月の自宅に行こうとするが、長谷川にガードされる。
内田
演 - 弓木大和
美月の中学時代のクラスメイト。回想場面で登場。
美月の中学時代のクラスメイト。
演 - 寄川歌太
みどりの母
演 - 秋葉美希
楽しそうに娘のみどりと話す母親。傍らで美月が羨ましそうに見ている。
みどり
演 - 和田葵
カップル
演 - 佐々木梢、平体雄二
林間学校の近くの山道で道に迷って紫苑に道を尋ねる。

##### 第6話
校務員
演 - 山本博（ ロバート)
明青学院高等学校の優しい校務員。悩める紫苑のもとにやってくる。

### スタッフ
- 原作 - 夕のぞむ『青春シンデレラ』（集英社 マーガレットコミックス刊）
- 脚本 - 今西祐子、木滝りま、橋本夏
- 監督 - 後藤庸介、松浦健志、高橋雄弥、山田卓司、佐々木梢
- オープニングテーマ - D.Y.T「Be Free （feat. YonYon）」（d.y.t labels）[34]
- 主題歌 - Hakubi「君が言うようにこの世界は」（ポニーキャニオン）[35]
- 音楽 - KOSEN
- 特別協力 - 資生堂ビューティ・スクエア
- プロデューサー - 山口正紘、小森千裕、佐々木梢（PROTX）、平体雄二（スタジオブルー）、近藤あゆみ（スタジオブルー）
- 制作協力 - PROTX、スタジオブルー
- 制作著作 - 朝日放送テレビ

### 主なロケ地
東京都渋谷区
- 資生堂ビューティ・スクエア…紫苑がビューティーコンサルタントとして勤務する職場として、実際にビューティ・スクエアの制服に身を包み、タッチアップシーンを演じる姿が撮影された。

東京都新宿区
- バリラックスザガーデン新宿野村ビル店…美月、紫苑たちが参加した合コンをした店として撮影された。

千葉市若葉区
- 植草学園大学 / 植草学園短期大学小倉キャンパス … 紫苑たちの通う「明青学院高等学校」として主に外観が撮影された。

千葉県市川市
- 和洋国府台女子中学校高等学校 …「明青学院高等学校」として主に建物内部が撮影された。

横浜市南区
- 清水ケ丘公園の丘の「ゆずの木」の下 …紫苑が階段を踏み外しそうになったところを長谷川に抱きとめられ、夢ではなく現実だと気付かされる場面などが撮影された。

### 放送日程
※ 放送日は制作局・朝日放送テレビ基準。
| 話数   | 放送日   | サブタイトル                   | 脚本     | 監督     |
| ------ | -------- | ------------------------------ | -------- | -------- |
| 第1話  | 10月17日 | タイムスリップ・ラブストーリー | 今西祐子 | 後藤庸介 |
| 第2話  | 10月24日 | ふたりの気持ち                 | 今西祐子 | 後藤庸介 |
| 第3話  | 10月31日 | 息の仕方を忘れるくらい         | 木滝りま | 松浦健志 |
| 第4話  | 11月14日 | 抱きしめてくれたら             | 木滝りま | 松浦健志 |
| 第5話  | 11月21日 | 偽らざる想い                   | 木滝りま | 松浦健志 |
| 第6話  | 11月28日 | 過去と未来のわたし             | 今西祐子 | 高橋雄弥 |
| 第7話  | 12月05日 | 付き合えなくても大丈夫…?       | 橋本夏   | 山田卓司 |
| 第8話  | 12月12日 | ずっとこの世界で               | 橋本夏   | 佐々木梢 |
| 第9話  | 12月19日 | 揺れる決断                     | 今西祐子 | 後藤庸介 |
| 最終話 | 12月19日 | 時を越えて                     | 今西祐子 | 後藤庸介 |

- 第2話は『SMBC日本シリーズ2022 第2戦 ヤクルト×オリックス』の延長及び、『サンデーステーション』の放送時間繰り下げ・拡大のため、2:05 - 2:35（1時間40分繰り下げ）の放送となった。
- 11月7日（6日深夜）は『世界体操イギリス・リバプール2022』種目別決勝2日目を放送のため放送休止。
- 第4・5・7話は『FIFAワールドカップ 松木安太郎の応援宣言!』放送のため、0:30 - 1:00（5分繰り下げ）の放送。
- 第6話は『2022 FIFAワールドカップ ベルギー×モロッコ』中継のため、1:10 - 1:40（45分繰り下げ）の放送。
- 第8話は『フィギュアスケートグランプリファイナル2022 女子フリー&エキシビション』の中継及び、『FIFAワールドカップ 松木安太郎の応援宣言!』放送のため、1:30 - 2:00（1時間05分繰り下げ）の放送。

#### ネット局
| 放送期間                       | 放送時間                     | 放送局         | 対象地域       | 備考   |
| ------------------------------ | ---------------------------- | -------------- | -------------- | ------ |
| 2022年10月17日 - 12月26日      | 月曜 0:25 - 0:55（日曜深夜） | 朝日放送テレビ | 近畿広域圏     | 製作局 |
| 2022年10月18日 - 12月27日      | 火曜 1:30 - 2:00（月曜深夜） | テレビ神奈川   | 神奈川県       |        |
| 2022年11月03日 - 2023年1月12日 | 木曜 0:55 - 1:25（水曜深夜） | 瀬戸内海放送   | 香川県・岡山県 |        |

| 朝日放送テレビ ドラマ+               | 朝日放送テレビ ドラマ+                       | 朝日放送テレビ ドラマ+                   |
| 前番組                               | 番組名                                       | 次番組                                   |
| ------------------------------------ | -------------------------------------------- | ---------------------------------------- |
| OTHELLO （2022年7月25日 - 10月10日） | 青春シンデレラ （2022年10月17日 - 12月26日） | アカイリンゴ （2023年1月23日 - 3月27日） |